# Biologija u 1927.
◄◄ | ◄ | 1924. | 1925. | 1926. | 1927.  | 1928. | 1929. | 1930. | ► | ►►
Arhitektura • Astronomija • Biologija • Film • Fotografija • Glazba • Kazalište • Kemija • Kiparstvo • Knjige • Književnost • Kršćanstvo • Meteorologija • Medicina • Planinarstvo • Politika • Pravo • Promet • Slikarstvo • Strip • Šport • Televizija • Znanost • Zrakoplovstvo • Željeznički promet
Biologija u 1927.

## Svijet

### Smrti
- 5. srpnja: Albrecht Kossel, njemački liječnik i biokemičar († 1853.)

## Vanjske poveznice
|  | Zajednički poslužitelj ima još gradiva o temi Biologija |